# Toki Mecha
Toki Mecha est un manga d'Akira Toriyama, publié dans Weekly Shonen Jump en décembre 1996.

## Synopsis
Tai est une jeune fille qui invente une machine à remonter le temps et qui part dans le passé à l'époque préhistorique. Là-bas, elle rencontre un homme primitif. 

## Analyse
Leur rencontre fait fort penser à celle entre Bulma et Son Goku dans Dragon Ball et le scénario exploite le décalage entre les deux personnages. Toujours publié dans Shonen Jump, cette histoire se déroule en trois parties.